# Tsunami Satoshi
Tsunami Satoshi (sinh ngày 14 tháng 8 năm 1961) là một cầu thủ bóng đá người Nhật Bản.

## Đội tuyển bóng đá quốc gia Nhật Bản
Tsunami Satoshi thi đấu cho đội tuyển bóng đá quốc gia Nhật Bản từ năm 1980 đến 1995.

## Thống kê sự nghiệp
| Đội tuyển bóng đá Nhật Bản | Đội tuyển bóng đá Nhật Bản | Đội tuyển bóng đá Nhật Bản |
| Năm                        | Trận                       | Bàn                        |
| -------------------------- | -------------------------- | -------------------------- |
| 1980                       | 3                          | 0                          |
| 1981                       | 7                          | 0                          |
| 1982                       | 8                          | 0                          |
| 1983                       | 10                         | 0                          |
| 1984                       | 5                          | 0                          |
| 1985                       | 7                          | 0                          |
| 1986                       | 5                          | 2                          |
| 1987                       | 10                         | 0                          |
| 1988                       | 0                          | 0                          |
| 1989                       | 0                          | 0                          |
| 1990                       | 0                          | 0                          |
| 1991                       | 0                          | 0                          |
| 1992                       | 10                         | 0                          |
| 1993                       | 10                         | 0                          |
| 1994                       | 0                          | 0                          |
| 1995                       | 3                          | 0                          |
| Tổng cộng                  | 78                         | 2                          |